# Kimberly Cullum
Kimberly Cullum (* 29. November 1981 in Los Angeles, Kalifornien) ist eine US-amerikanische Filmschauspielerin. Sie ist die Schwester von Kaitlin Cullum und war vor allem in den frühen 1990ern eine gefragte Kinderdarstellerin, die zweimal mit dem Young Artist Award ausgezeichnet wurde.

## Filmografie

### Fernsehserien
- 1992: Alles total normal – Die Bilderbuchfamilie (True Colors, eine Folge)
- 1992: Zurück in die Vergangenheit (Quantum Leap, zwei Folgen)
- 1993: Die Staatsanwältin und der Cop (Reasonable Doubts, eine Folge)
- 1993: Der Prinz von Bel Air (The Fresh Prince of Bel-Air, eine Folge)
- 1993: Against the Grain (eine Folge)
- 1993: Harrys Nest (Empty Nest, eine Folge)
- 1994: Raumschiff Enterprise: Das nächste Jahrhundert (Star Trek: The Next Generation, eine Folge)
- 1995: Hör mal, wer da hämmert (Home Improvement, zwei Folgen)
- 1995–1996: Bless This House (fünf Folgen)
- 1995–1997: V.R.5 (fünf Folgen)
- 1996–1997: Grace (zwei Folgen)
- 1998: Ein ganz normaler Heiliger (Nothing Sacred, eine Folge)

### Spielfilme
- 1989: Allein gegen Al Capone (The Revenge of Al Capone, Fernsehfilm)
- 1991: Schlafe, mein Kind, schlafe ein (The Sitter, Fernsehfilm)
- 1991: Dunkle Erleuchtung (The Rapture)
- 1992: Fluch der Gräber (Grave Secrets: The Legacy of Hilltop Drive, Fernsehfilm)
- 1994: Immer Ärger um Dojo (Monkey Trouble)
- 1994: Long Shadows (Fernsehfilm)
- 1994: Maverick – Den Colt am Gürtel, ein As im Ärmel (Maverick)

## Auszeichnungen
Kimberly Cullum gewann für ihre Rollen in den Fernsehserien „Zurück in die Vergangenheit“ und „Hör mal wer da hämmert“ jeweils einen Young Artist Award. Sie war für andere Rollen insgesamt sechs weitere Male nominiert worden.